# Programma satellitare Pegasus

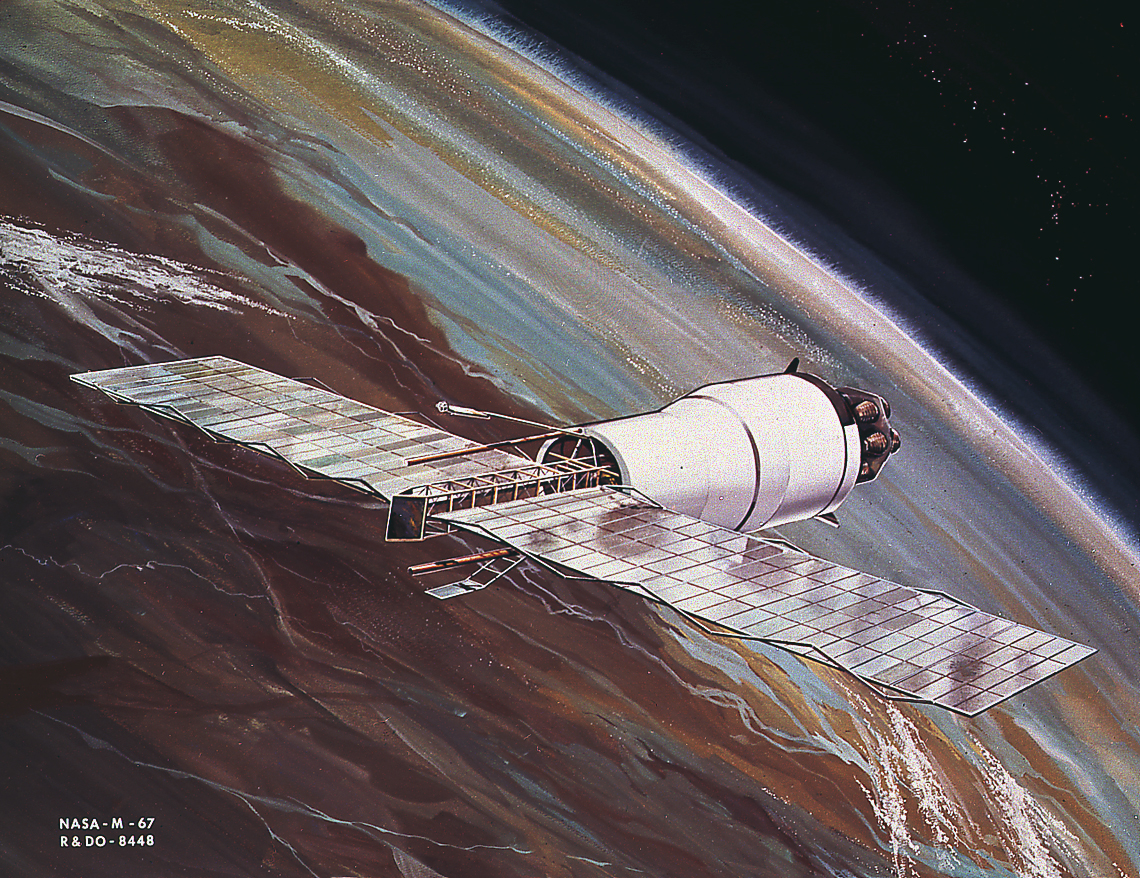
Pegasus Satellite

Il Programma satellitare Pegasus fu una serie di tre satelliti artificiali lanciati nel 1965 allo scopo di studiare la frequenza degli impatti di micrometeoriti. Tutti e tre i satelliti sono stati lanciati con il razzo Saturn I e rimasero connessi allo stadio superiore.
Ad esso fu dato il nome del cavallo alato della mitologia greca, Pegaso. Come la creatura del mito, i tre satelliti erano provvisti di larghe ali, che non avevano funzione di volo (nello spazio non avrebbe senso) ma di registrare possibili impatti di micrometeoriti alle alte altitudini in cui la navetta Apollo avrebbe dovuto lavorare con a bordo uomini.
Il Marshall Space Flight Center della NASA fu il responsabile della progettazione, produzione e delle operazioni dei tre satelliti pegasus.

## Missioni
- Pegasus 1 
  - Lanciato: 16 febbraio 1965
  - Veicolo di lancio: A-103
  - Inclinazione orbitale: 31.7 gradi.
  - Perigeo: 510 km
  - Apogeo: 726 km
  - Peso al decollo: 10,5 t
  - Peso a vuoto: 1451,5 kg
  - Decaduto: 17 settembre 1978
  - Numerazione internazionale: 1965-009A Archiviato il 29 ottobre 2007 in Internet Archive.
- Pegasus 2
  - Lanciato: 25 maggio 1965
  - Veicolo di lancio: A-104
  - Inclinazione orbitale: 31.7 gradi.
  - Perigeo: 502 km
  - Apogeo: 740 km
  - Peso al decollo: 10,46 t
  - Peso a vuoto: 1451,5 kg
  - Decaduto: 3 novembre 1979
  - Numerazione internazionale: 1965-039A Archiviato il 30 ottobre 2007 in Internet Archive.
- Pegasus 3
  - Lanciato: 30 luglio 1965
  - Veicolo di lancio: A-105
  - Inclinazione orbitale: 28.9 gradi.
  - Perigeo: 441 km
  - Apogeo: 449 km
  - Peso al decollo: 10,5 t
  - Peso a vuoto: 1451,5 kg
  - Decaduto: 4 agosto 1969
  - Numerazione internazionale: 1965-060A Archiviato il 29 ottobre 2007 in Internet Archive.